# Надмерзлотні води
Води надмерзлотні (рос. воды надмерзлотные; англ. superpermafrost water; нім. überglaziale Gewässer n pl) – води, нижньою водопідпорою для яких є вічномерзлі породи. Виділяють В.н. сезонно-талого шару (аналог верховодки) і ненаскрізних таликів (підозерних, підруслових, заплавних та ін.).